# Гвізданув
Гвізданув (пол. Gwizdanów, нім. Queissen) — село в Польщі, у гміні Рудна Любінського повіту Нижньосілезького воєводства.
Населення — 412 осіб (2011).
У 1975-1998 роках село належало до Легницького воєводства.

## Демографія
Демографічна структура станом на 31 березня 2011 року:
|          | Загалом | Допрацездатний вік | Працездатний вік | Постпрацездатний вік |
| -------- | ------- | ------------------ | ---------------- | -------------------- |
| Чоловіки | 196     | 41                 | 142              | 13                   |
| Жінки    | 216     | 53                 | 121              | 42                   |
| Разом    | 412     | 94                 | 263              | 55                   |